# Huitaca ventralis
Huitaca ventralis - gatunek kosarza z podrzędu Cyphophthalmi i rodziny Neogoveidae.

## Występowanie
Gatunek endemiczny dla Kolumbii. Występuje na południe od Chinácota w departamencie Norte de Santander.